# Natalyit
Das Mineral Natalyit ist ein extrem seltenes Kettensilikat aus der Pyroxengruppe mit der Endgliedzusammensetzung NaVSi2O6.
Natalyit kristallisiert mit monokliner Symmetrie und bildet hellgrüne Kristalle von meist unter einem Millimeter Größe. Die nach der c-Achse [001] gestreckten, prismatischen bis asbestartig faserigen Kriställchen zeigen die Prismenflächen {110} und die Basisflächen {100} und {010} mit Glasglanz. Faserige Aggregate sind seidig glänzend.
Bislang (2019) wurde Natalyit nur an drei Fundorten beschrieben. In der Typlokalität, dem Marmor-Steinbruch Perewal bei Sljudjanka am Südwestende des Baikalsees in der Oblast Irkutsk, Russland, tritt er in einem chrom- und vanadiumreichen Diopsid-Quarz-Fels auf.

## Etymologie und Geschichte
Die japanische Arbeitsgruppe um Haruo Ohashi vom „National Institute for Researches in Inorganic Material“ (NIRIM) in Sakura (Chiba), Japan synthetisierten bereits in den späten 1970er Jahren einen Na-V-Pyroxen, publizierten eine Strukturuntersuchung aber erst 1994.
Ein natürlicher Na-V-Pyroxen wurde 1985 von sowjetischen Geowissenschaftlern in einem Marmorsteinbruch nahe der Stadt Sljudjanka am Baikalsee entdeckt. Benannt wurde er nach der 1960 verstorbenen Geologin Natalja Wassiljewna Frolowa (russisch Наталья Васильевна Фролова, englisch Natalya Vasil’evna Frolova).

## Klassifikation
In der strukturellen Klassifikation der International Mineralogical Association (IMA) gehört Natalyit zusammen mit Jadeit, Aegirin, Kosmochlor, Jervisit und Namansilit zu den Natriumpyroxenen in der Pyroxengruppe.
Da der Natalyit erst 1984 als eigenständiges Mineral anerkannt wurde, ist er in der zuletzt 1977 überarbeiteten 8. Auflage der Mineralsystematik nach Strunz noch nicht verzeichnet.
Im Lapis-Mineralienverzeichnis nach Stefan Weiß, das sich aus Rücksicht auf private Sammler und institutionelle Sammlungen noch nach dieser alten Form der Systematik von Karl Hugo Strunz richtet, erhielt das Mineral die System- und Mineral-Nr. VIII/F.01-160. In der „Lapis-Systematik“ entspricht dies ebenfalls der Abteilung „Ketten- und Bandsilikate“, wo Natalyit zusammen mit Aegirin, Augit, Aegirin-Augit (Aegirinaugit), Davisit, Diopsid, Esseneit, Grossmanit, Hedenbergit, Jadeit, Jervisit, Johannsenit, Kanoit, Klinoenstatit, Klinoferrosilit, Kosmochlor, Kushiroit, Namansilit, Omphacit, Petedunnit, Pigeonit, Spodumen und Tissintit die Untergruppe der „Klinopyroxene“ innerhalb der von F.01 bis F.02 reichenden „Pyroxen-Gruppe“ bildet (Stand 2018).
Die von der IMA bis 2009 aktualisierte 9. Auflage der Strunz’schen Mineralsystematik ordnet den Natalyit in die Abteilung der „Ketten- und Bandsilikate (Inosilikate)“ ein. Diese ist weiter unterteilt nach der Struktur der Silikatketten, so dass das Mineral entsprechend seinem Aufbau in der Unterabteilung „Ketten- und Bandsilikate mit 2-periodischen Einfachketten Si2O6; Pyroxen-Familie“ zu finden ist, wo es nur noch zusammen mit Aegirin, Jadeit, Jervisit, Kosmochlor und Namansilit die „Na-Klinopyroxene“ bzw. „Jadeitgruppe“ mit der System-Nr. 9.DA.25 bildet.
Auch die vorwiegend im englischen Sprachraum gebräuchliche Systematik der Minerale nach Dana ordnet den Natalyit in die Klasse der „Silikate und Germanate“ und dort in die Abteilung der „Kettensilikatminerale“ ein. Hier ist er in der „C2/c Klinopyroxene (Na-Klinopyroxene)“ mit der System-Nr. 65.1.3c.5 innerhalb der Unterabteilung „Kettensilikate: Einfache unverzweigte Ketten, W=1 mit Ketten P=2“ zu finden.

## Chemismus
Natalyit mit der Endgliedzusammensetzung [M2]Na[M1]V3+[T]Si2O6 ist das Vanadium (V)- Analog von Jadeit ([M2]Na[M1]Al[T]Si2O6), Aegirin ([M2]Na[M1]Fe3+[T]Si2O6), Jervisit ([M2]Na[M1]Sc3+[T]Si2O6) und Kosmochlor ([M2]Na[M1]Cr3+[T]Si2O6), wobei [M2], [M1] und [T] die Positionen in der Pyroxenstruktur sind.
Neben Burnettit ist Natalyit das zweite Vanadium-Pyroxen.
Die empirische Zusammensetzung des Natalyit aus der Typlokalität ist
- [M2](Na0,92Ca0,07)[M1](V3+0,54Cr3+0,36Al0,03Mg0,07)[T]Si1,99O6.[6][7]

Es besteht eine lückenlose Mischbarkeit von Natalyit mit Diopsid und Kosmochlor entsprechend der Austauschreaktionen
- [M1]V3+ = [M1]Cr3+ (Kosmochlor)
- [M2]Na+ + [M1]V3+ = [M2]Ca2+ + [M1]Mg2+ (Diopsid)

sowie mit Aegirin, entsprechend der Austauschreaktion
- [M1]V3+ = [M1]Fe3+ (Aegirin).

## Kristallstruktur
Natalyit kristallisiert mit monokliner Symmetrie in der Raumgruppe C2/c (Raumgruppen-Nr. 15) mit vier Formeleinheiten pro Elementarzelle. Die Gitterparameter des synthetischen Endglieds sind a = 9,6385(8) Å, b = 8,7443(7) Å, c =  5,2976(8) Å und β = 106,915(9)°.
Die Struktur ist die von Klinopyroxen. Silicium (Si4+) besetzt die tetraedrisch von vier Sauerstoffionen umgebene T-Position, Natrium (Na+) belegt die oktaedrisch von sechs Sauerstoffionen umgebene M2-Position und die ebenfalls oktaedrisch koordinierte M1-Position ist mit Vanadium (V3+) besetzt.

## Bildung und Fundorte
Natalyit bildet sich bei der Metamorphose von vanadiumreichen Sedimenten, z. B. Quarziten oder Uran-Vanadium-Lagerstätten.
Typlokalität ist der Marmor-Steinbruch Perewal am Südwestende des Baikalsees in der Oblast Irkutsk, Russland. In den archaischen, granulitfaziel überprägten Sedimenten tritt Natalyit in Chrom- und Vanadium-reichen Diopsid-Quarz-Fels zusammen mit Karelianit-Eskolait-Mischkristallen, Cr-V-Granaten (Goldmanit-Uwarowit), Cr-V-Turmalinen, Pyrit und Apatit auf.
Der Perewal-Steinbruch ist wegen seiner Cr-V-Mineralisation intensiv untersucht worden und die Typlokalität von 11 Mineralen (2019), darunter die Turmaline Oxy-Vanadium-Dravit, Vanadio-Oxy-Chrom-Dravit, Oxy-Chrom-Dravit und Chromo-Alumino-Povondrait, das Amphibol Vanadio-Pargasit, die Thiospinelle Cuprokalininit, Kalininit und Florensovit, der Oxispinell Magnesiocoulsonit sowie das Gruppensilikat Batisivit.
In Kanada wurde eine exotische Vanadium-Scandium-Niob-Mineralisation in metasomatisch veränderten vulkanischen Brekzien des Deadhorse Creek im Walsh Township des Thunder Bay District in Ontario gefunden. Natalyit-Jervisit-Aegirin-Mischkristalle treten hier accessorisch mit Allanit, Baryt, Barylith, Coffinit, Magnetit, Monazit-(Ce), Niob- und Vanadium-reichen Rutil, Pyrit, Thorit, Thorogummit, Thortveitit, Uraninit, Vanadium-reichen Crichtonit, Xenotim-(Y) und Zirkon-Thorit-Coffinit-Mischkristallen auf.
Die Srednjaja-Padma-Grube (Средняя Падма) gehört zur Uran-Vanadium-Lagerstätte Welikaja Guba (Великая Губа) auf der Halbinsel Saoneschje (Заонежье) des Onegasees in der Republik Karelien, Russland. Hier finden sich Aegirin-Natalyit-Mischkristalle mit Chrom-reichen Turmalinen, Chalkopyrit, Clausthalit in einer Matrix aus Roscoelith, Nolanit, Chromseladonit, Dolomit und Calcit.